# Kinas Grand Prix 2006
Kinas Grand Prix 2006 var det sextonde av 18 lopp ingående i formel 1-VM 2006.

## Rapport
Fernando Alonso i Renault och hans stallkamrat Giancarlo Fisichella var snabbast under kvalificeringen och fick starta från det första ledet. Det regnade kraftigt då och banan var även våt under första delen av loppet, varför alla förarna startade med regndäck. Alonso, som hade pole position, tog efter en odramatisk start ledningen. Banan torkade emellertid upp undan för undan, vilket medförde ökat slitage på regndäcken. Detta drabbade bland annat Alonso, som tappade tempo. Utmanaren om VM-titeln, Michael Schumacher i Ferrari, som hade startat från sjätte startrutan, kom därför ikapp Renault-förarna efter 28 varv och passerade dem under det 31:a varvet. Även Fisichella tilläts köra om Alonso och fortsätta som tvåa bakom Schumacher. Alonso gjorde senare ett mycket dåligt depåstopp och förlorade ytterligare tid och hamnade på fjärde plats. Fisichella tog ledningen i loppet när Schumacher gick in i depå, men det omvända skedde under Fisichellas depåstopp senare. Alonso kom sedan ikapp sin stallkamrat, som snällt lät honom passera, och slutade därmed på andra plats efter Michael Schumacher. Före loppet skiljde det två VM-poäng mellan dessa båda förare, men nu var det utjämnat.

## Resultat
1. Michael Schumacher, Ferrari, 10 poäng
2. Fernando Alonso, Renault, 8
3. Giancarlo Fisichella, Renault, 6
4. Jenson Button, Honda, 5
5. Pedro de la Rosa, McLaren-Mercedes, 4
6. Rubens Barrichello, Honda, 3
7. Nick Heidfeld, Sauber-BMW, 2
8. Mark Webber, Williams-Cosworth, 1
9. David Coulthard, Red Bull-Ferrari
10. Vitantonio Liuzzi, Toro Rosso-Cosworth
11. Nico Rosberg, Williams-Cosworth
12. Robert Doornbos, Red Bull-Ferrari
13. Robert Kubica, Sauber-BMW
14. Scott Speed, Toro Rosso-Cosworth
15. Christijan Albers, MF1-Toyota
16. Sakon Yamamoto, Super Aguri-Honda

### Förare som bröt loppet
- Ralf Schumacher, Toyota (varv 49, oljetryck)
- Felipe Massa, Ferrari (44, olycka)
- Jarno Trulli, Toyota (38, pneumatik)
- Tiago Monteiro, MF1-Toyota (37, snurrade av)
- Kimi Räikkönen, McLaren-Mercedes (18, gasspjäll)

### Förare som diskvalificerades
- Takuma Sato, Super Aguri-Honda (varv 55, hindrade snabbare förare)